# Lanús
Lanús – miasto wchodzące w skład zespołu miejskiego Buenos Aires.
Według spisu z roku 2001 miasto liczyło 212,2 tys. mieszkańców.
Lanús jest siedzibą klubu piłkarskiego Club Atlético Lanús oraz miejscem urodzenia Diego Maradony.